# Okucie (budownictwo)

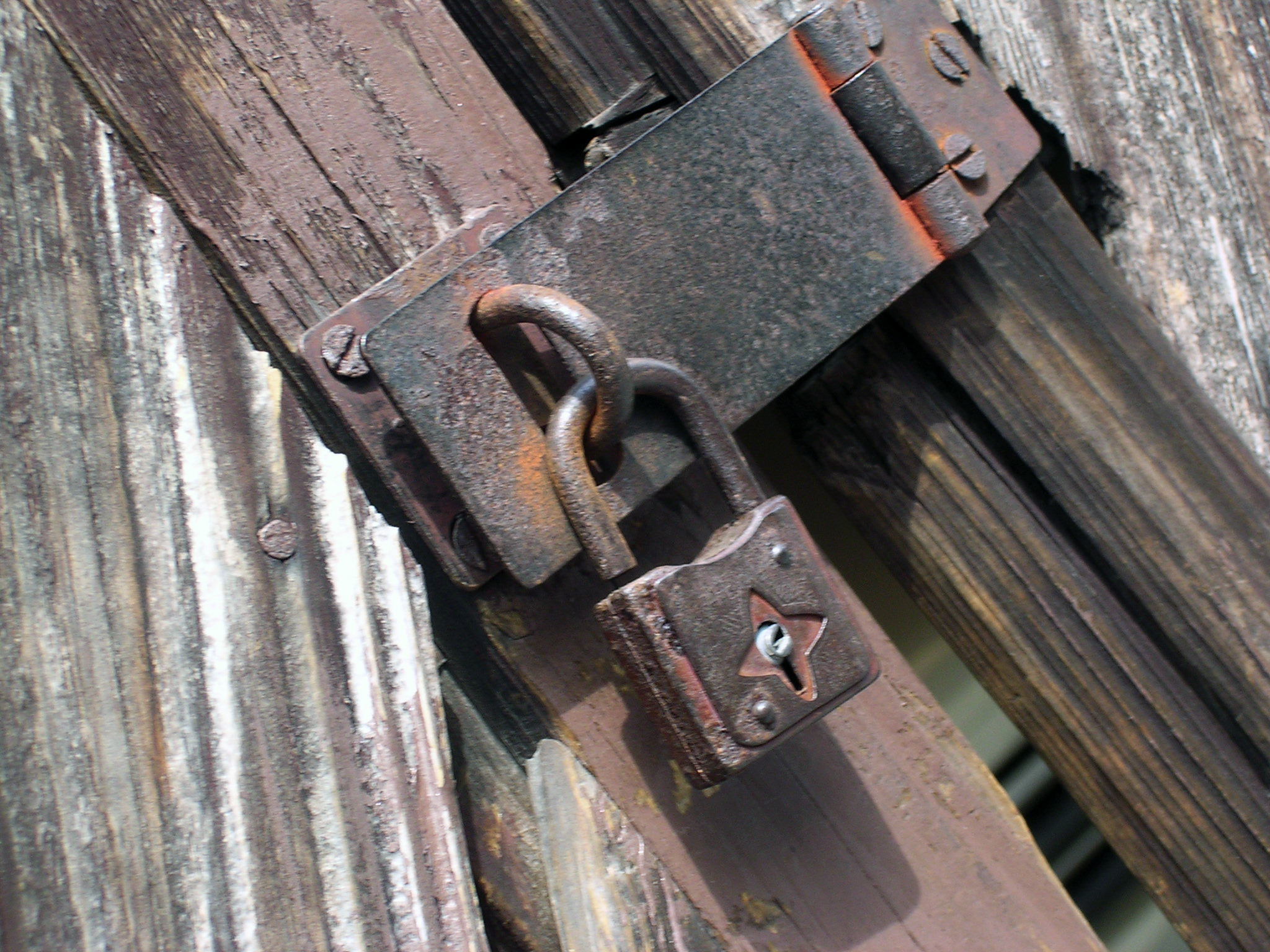
Przykład okucia budowlanego: kłódka zawieszona na skoblu przechodzącym przez otwór we wrzeciądzu

Okucie budowlane – wyrób przeznaczony głównie do zamykania, łączenia i zabezpieczania okien i drzwi, często wykonany ze stali.
Podział okuć budowlanych:
- okucia zamykające
  - przykłady: zamek, zatrzask, zasuwnica, zawrotnica, zakrętka, zasuwa, samozamykacz, wrzeciądz, kłódka
- okucia łączące
  - przykłady: zawias, złącze, zaczep, narożnik
- okucia zabezpieczające
  - przykłady: hak, przytrzymywacz okienny, rozwórka, podpórka, zapornica, odbój
- okucia uchwytowe
  - przykłady: klamka, klameczka, gałka, uchwyt, antaba
- okucia osłaniające
  - przykłady: tarczka